# نیکلای لسکوف
نیکلای سمیونوویچ لسکوف (به روسی: Николай Семёнович Лесков) (‏۱۸۳۱–۱۸۹۵) نویسنده روسی بود.

## توضیحات
معرفی کسی همچون نیکلای لسکوف در مقام قصه‌گو، به نقل از والتر بنیامین اشاره‌ای گویا و روشنگر دربارهٔ این نویسنده است؛ لذا این مقاله برگرفته از «فرهنگ قصه گویان و فرهنگ صنعتگران»، مقالهٔ درخشان والتر بنیامین است.

## نیکلای لسکوف به نقل ازوالتر بنیامین
لسکوف هم با مکان‌ها و هم با زمان‌های دور آشنا و مأنوس بود. او عضو کلیسای ارتدکس یونانی و فردی با علایق اصیل دینی بود، اما در خصومت خود با بوروکراسی کلیسایی هم به همین اندازه صادق بود؛ رابطه‌اش با مقامات و مناصب دنیوی هم بهتر از این نبود و از این رو، عمر مناصب اداری‌اش چندان دوام نداشت. از همهٔ مناصبی که اختیار کرد، یکی بیش از بقیه دوام آورد و آن نمایندگی روسی یک شرکت بزرگ انگلیسی بود که، از قرار، بیشتر برای نویسندگی‌اش سودمند افتاد. او در این حرفه به سراسر روسیه سفر کرد و حکمت دنیوی، و به همان پایه، شناختش از اوضاع روسیه، در پی همین سفرها پربار شد. به این ترتیب او فرصت یافت که با تشکیلات فرقه‌های کشور آشنا شود و در قصه‌های او نشانه‌های این آشنایی بر جای است. لسکوف در نبرد خود با بروکراسی کلیسای ارتدکس، افسانه‌های روسی را متحد خود می‌دید. شخصیت اصلی برخی از حکایت‌های افسانه‌ای او غالباً مردی درستکار و به ندرت زاهدی پارسا است؛ این قهرمان معمولاً فردی ساده و فعال است که ظاهراً به طبیعی‌ترین شکل ممکن به یک قدیس مبدل می‌شود. هنر لسکوف، غلو عارفانه در باب قهرمان قصه نیست. گرچه او گهگاه مایل بود در توصیف جنبه‌های خارق‌العاده و حتی پارسایی قهرمان خویش مبالغه کند، لیکن ترجیح می‌داد سر و کارش با طبایع قوی و سرزنده باشد. او نمونهٔ مثالی قهرمان قصه را مردی می‌داند که راه خویش را در جهان باز می‌کند بی‌آنکه دلبستگی چندان ژرفی به آن داشته باشد.
لسکوف در قبال مسائل دنیوی چنین نگرشی داشت و از راستای همین دیدگاه بود که دیر آغاز به نوشتن کرد، یعنی در بیست و نه سالگی؛ و این پس از آن سفرهای تجاری بود. کتاب چرا در کی یف کتاب‌ها گرانند؟ اولین اثری بود که از او منتشر شد. برخی از نوشته‌های دیگرش دربارهٔ طبقهٔ کارگر، الکلیسم، پزشکان پلیس و فروشندگان دوره‌گرد بیکار پیش‌درآمد آثار داستانی اویند.
قطعاتی مانند نیرنگ و عقاب سفید از دیگر آثار لسکوف هستند.

## آثار: قصه‌ها

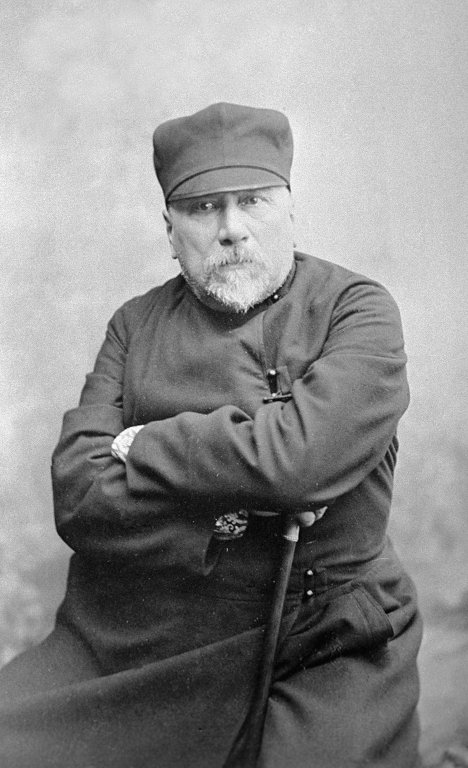
در دهه ۱۸۸۰

- چرا در کیف کتاب‌ها گرانند؟
- نیرنگ
- عقاب سفید
- در باب سونات کرویتزر
- آدم‌های جالب
- کک فولادین
- زبرجد
- زائر افسون‌شده
- کوتین رزاق و پلاتو نیدا
- صدای طبیعت
- حکایت‌هایی از روزگاران کهن

## نیرنگ
لسکوف نیرنگ را با وصف مسافرتی با قطار آغاز می‌کند؛ که گویا در طی آن ماجرا را از زبان یکی از همسفرانش شنیده و سپس برای ما نقل می‌کند.

## در باب سونات کرویتزر
لسکوف در در باب سونات کرویتزر در وصف آشنایی خویش با قهرمان زن این قصه از مراسم تدفین داستایوسکی یاد می‌کند! لسکوف در این قصه می‌نویسد: «من می‌دانم اندیشه‌ام بیش از آنکه متکی به فلسفه‌ای تجربی یا اخلاقیات ناب باشد بر نگرش عملی به زندگی استوار است؛ با این همه عادت کرده‌ام به همین شیوه که فکر می‌کنم، فکر کنم.»

## آدم‌های جالب
در قصهٔ آدم‌های جالب لسکوف به شرح یک گردهمایی یک محفل ادبی می‌پردازد که به قول خود وی صحنهٔ تحقق رویدادهای این قصه است.

## کک فولادین
لسکوف در این قصهٔ هنرمندانه و عالی، که چیزی میان افسانه و مضحکه است، در ستایش از نقره‌کاران شهر تولا، هنر صنعتگری بومی را می‌ستاید. شاهکار این نقره‌کاران یعنی کک فولادین را پتر کبیر دید و متقاعد شد که روسها نباید در برابر انگلیسیها احساس شرم کنند.

## زبرجد
لسکوف از زمرهٔ کسانی است که آثارش این خصیصه را با وضوحی خاص آشکار می‌کند که هم شخصیت راوی شاهنامه، با جهت‌گیری معاد شناختی اش، و هم شخصیت قصه گو با نگرش دنیویاش، چندان در آثار او حضور دارند که در بعضی از قصه‌هایش دشوار بتوان گفت آیا بافتی که این دو شخصیت در آن ظاهر می‌شوند، بافتهٔ زرین نگرش دینی به جریان امور است یا بافتهٔ رنگارنگ نگرش دنیوی. قصهٔ زبرجد را در نظر می‌گیریم، همچنان که پیداست، مشخص کردن جریان جهان که در این قصهٔ لسکوف تصویر گشته، به گونه‌ای که عاری از ابهام باشد، سخت دشوار است. این جریان به لحاظ معاد شناختی رقم می‌خورد، یا به صورتی طبیعی؟ این جریان در ذات خود، بنا به تعریف، خارج از همهٔ مقوله‌های واقعی تاریخی است.

## زائر افسون‌شده
لسکوف سخت تحت تأثیر اوریگن بود و می‌خواست کتاب دربارهٔ اصول نخستین او را ترجمه کند. او همنوا با اعتقادات عامیانهی روسی، رستاخیز را بیشتر نوعی افسون زدایی و بطلان سحر، به مفهومی مشابه داستان پریان می‌دانست، تا تبدیل و دگردیسی. چنین تفسیری از افکار اوریگن، پایه و اساس قصهٔ زائر افسون زده شده‌است. در این قصه، همچون بسیاری از آثار دیگر لسکوف، با مضمونی دورگه یا ترکیبی میان داستان پریان و افسانه‌های پهلوانی مواجه می‌شویم که با ترکیب دوگانهٔ مورد نظر ارنست بلوخ بی‌شباهت نیست.

## کوتین رزاق و پلاتو نیدا
قهرمان این قصه یک روستایی به نام پیسونسکی و موجودی دو جنسی است. مادرش دوازده سال تمام او را به سان دختری پروراند. اندام‌های نرینه و مادینه‌اش هم‌زمان رشد کردند و ماهیت دوجنسی وی «نمادی از تناسخ ایزدی شد.» لسکوف عقیده داشت که آفرینش از این طریق به اوج خود رسیده‌است و، در عین حال، این امر را به سان پلی میان این جهان و جهان دیگر می‌انگاشت.

## صدای طبیعت
این قصه دربارهٔ فیلیپ فیلپوویچ کارمند دون پایه‌ای است که زمین و زمان را به هم می‌دوزد تا شاید سپهبدی که از شهرشان می‌گذشت میهمان خانه‌اش شود و آخر سر هم موفق به این کار می‌شود. معنای عمیق این قصه به قسمی در پس ظاهر ابلهانه اش پنهان شده‌است که به ما اجازه می‌دهد شوخ‌طبعی باشکوه لسکوف را در یابیم.

## حکایت‌هایی از روزگاران کهن
در میان قصه‌های تاریخی لسکوف چند قصه است که در آن‌ها امیال و اشتیاق‌ها، به سان خشم آشیل یا نفرت هاگن، مخرب و ویرانگرند. شگفت است که به دیدهٔ این نویسنده جهان می‌تواند به نحوی خوفناک تیره و تار شود و نیروی شر، با شکوه و جلال تمام بر سریر سلطنت تکیه زند. آشکار است که لسکوف حالات روحی خاصی را تجربه کرده‌است که در آن‌ها از نزدیک با تناقضات و ابهامات اخلاقی آشنا شده‌است – و این احتمالاً یکی از معدود ویژگی‌های مشترک او و داستایوسکی است. طبایع و سرشت‌های بدوی و بنیادینی که لسکوف در حکایتهایی از روزگاران کهن به تصویر می‌کشد، در میل و اشتیاق بی رحمانهٔ خویش تا حد ممکن پیش می‌روند.